# Lijst van voetbalinterlands Chili - Zuid-Afrika (vrouwen)
Deze lijst van voetbalinterlands is een overzicht van alle officiële voetbalinterlands tussen de nationale vrouwenteams van Chili en Zuid-Afrika. De landen hebben tot nu toe twee keer tegen elkaar gespeeld.

## Wedstrijden
| № | Plaats       | Datum           | Competitie        | Wedstrijd           | Uitslag |
| - | ------------ | --------------- | ----------------- | ------------------- | ------- |
| 1 | Viña del Mar | 6 oktober 2018  | Vriendschappelijk | Chili − Zuid-Afrika | 2 − 1   |
| 2 | Santiago     | 10 oktober 2018 | Vriendschappelijk | Chili − Zuid-Afrika | 2 − 2   |

## Samenvatting
| Competitie        | Totaal gespeeld | Winst Chili | Gelijk | Winst Zuid-Afrika | Doelsaldo Chili – Zuid-Afrika |
| ----------------- | --------------- | ----------- | ------ | ----------------- | ----------------------------- |
| Vriendschappelijk | 2               | 1           | 1      | 0                 | 4 − 3                         |
| Totaal            | 2               | 1           | 1      | 0                 | 4 − 3                         |